# 박승유 (1924년)
박승유(朴勝裕, 1924년 8월 20일 ~ 1990년 1월 2일)는 대한민국의 성악가 겸 뮤지컬배우 분야에서 은퇴한 정치가 겸 독립운동가였다. 그의 할아버지는 을사오적인 박제순이다.
경기도 제물포에서 출생한 박승유는 아버지 박부양의 권유로 일본군에 입대하여 중국 저장성 이우에 주둔한 횡정부대에 배속되었으나 이듬해 바로 탈영하여 한국 광복군에 입단하였다. 그 후  우시와 우후, 난징 등지를 돌며 국내 진공작전을 준비하는 한편 대일선전공작활동을 벌였으며, 중학교 때부터 익혔던 음악실력으로 독립군들의 항일의지를 고무하였고 광복 후에도 계속 대한민국 육군에 남아 있다가 1950년 2월 1일을 기하여 대한민국 육군 상사 예편하였으며 그 후 정치가 겸 서예가 활동하였다.
그러나 평생 할아버지의 과오에 죄책감을 가졌다. 66세에 위암으로 별세하였다. 1963년, 공로가 인정돼 대통령표창을 수여했으며 이후 1990년, 건국훈장 애족장을 수상하였다.